# Viburnum hainanense
Viburnum hainanense är en desmeknoppsväxtart som beskrevs av Merrill och Chun. Viburnum hainanense ingår i släktet olvonsläktet, och familjen desmeknoppsväxter. Inga underarter finns listade i Catalogue of Life.